# Окопний ніж

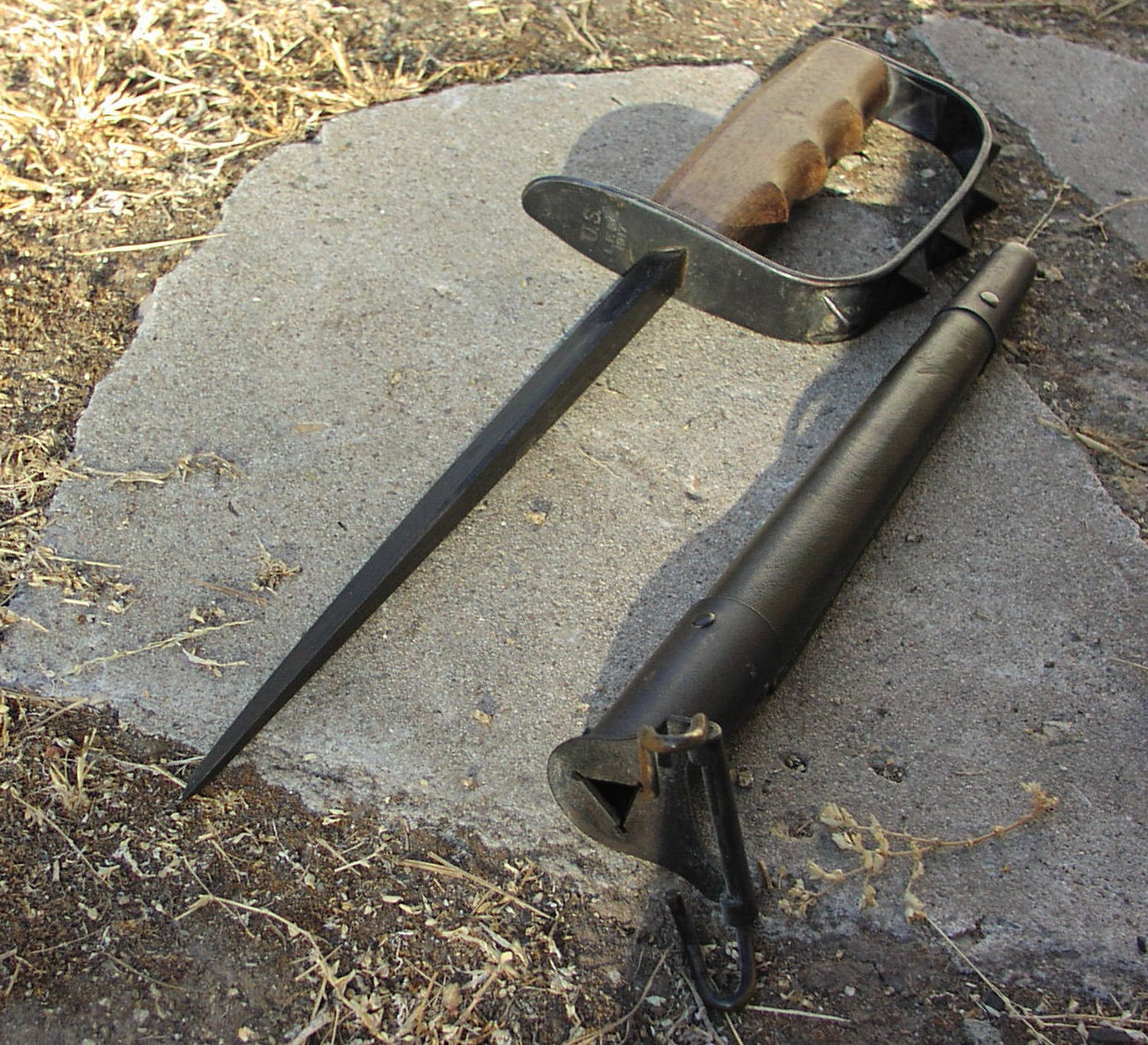
Американський окопний ніж часів Першої світової війни M1917 «Knuckle Duster» та шкіряний футляр до нього. Особливий вгляд привертає трикутний клинок, що робить його придатним лише для здійснення уколів, а не прорізів.

Окопний ніж або траншейний ніж — це бойовий ніж, призначений для знищення або поранення живої сили противника на близькій відстані, наприклад, в окопі або в іншому обмеженому просторі. Був розроблений, як холодна зброя для ближнього бою, для використання у нападах на ворожі окопи під час Першої світової війни. Конструкція подібних ножів зазвичай була проста: клинок виготовлявся з цільної смуги металу та мав довжину від 140 до 220 міліметрів. Яскравим прикладом окопного ножа часів Першої світової війни є німецький «Nahkampfmesser» (ніж для ближнього бою).
Під час Другої світової війни окопний ніж, який також називали бойовим ножем, був розроблений у новій конструкції. В німецькій армії, навіть серед звичайних військових, був широко розповсюджений ніж «Nahkampfmesser» та схожі ножі для бойових і повсякденних цілей. В той час війська союзників переважно озброювали окопними ножами лише елітні піхотні підрозділи та військових, що не мали на своєму штатному воруженні багнетів.

## Дієпис
З переходом до затяжних позиційних дій виявилися недоліки штатних багнетів і багнет-ножів, які були на озброєнні армій більшості країн: гвинтівка з багнетом підходила для рукопашних сутичок на відкритому просторі та відбиття нападів кінноти, але для сутичок в тісноті окопів була незручна. Звичайні багнет-ножі того часу мали довжину 350—550 мм і погано підходили для нових умов війни. Військові масово почали використовувати мисливські та кухонні ножі, у польових майстернях з металевих прутів виготовляли імпровізовані стилети, вкорочували та переточувати старі й трофейні багнети, тесаки, кавалерійські шаблі.
У цих умовах керівництво воюючих країн ухвалило рішення про централізоване постачання у війська ножів для боїв у окопах. Згідно з наказом № 47184/15 німецького військового міністерства від 8 травня 1915 року, у кожній піхотній роті на Західному фронті мало бути 6 ножів кинджального типу, пізніше кількість окопних ножів на німецьку піхотну роту збільшувалася до 12, 24 і 40 одиниць. Німецькі ножі зазвичай мали полуторну заточку, що дозволяло за хорошої проникної здібності зберегти також можливість застосування ножа в побуті. У Франції перший окопний ніж був офіційно прийнятий на озброєння лише в 1916 році під назвою «Le Vengeur 1870» («Месник 1870» — натяк на Франко-прусську війну 1870—71 років). Цей ніж — двосічний кинджал із прямим клинком. Виробництво цієї моделі компанією «Ролдьє і Дозольм» почалося із 7 жовтня 1915 року, ще до офіційного прийняття на озброєння. Потім до його виготовлення підключилися й інші ножові фірми, що дозволило забезпечити французьке військо цим ножем за короткий час.
Найбільш відомими стали американські окопні ножі-кастети М1917 (з тригранним голчастим клинком) і М1918 (двосічне лезо, ідентичний клинку «Le Vengeur 1870»).

## Ранні окопні ножі
За винятком німецького «Nahkampfmesser» (ножа для ближнього бою), більшість ранніх окопних ножів виготовлялися самостійно військовими вручну чи ковалями. Ці ранні «окопні ножі» часто були звичайними вкороченими та загостреними військовими багнетами. Один із видів ко́лючого оружжя, «французький гвіздок», був виготовлений шляхом розрізання та заточення сталевих кілків, які призначалися для підтримки колючого дроту, що захищав окопи. Деякі дієписці вважають, що певні моделі окопних ножів були натхненні ножем Бов'ї.
Незабаром в оборонній окопній війні почали застосовуватися вже фабричні окопні ножі. І під час таких боїв було виявлено недоліки в існуючих конструкціях.
Привабливішим різновидом французького гвіздка був ніж-кинджал «Poignard-Baïonnette Lebel M1886/14». Він був затверджений як стандартний військовий піхотний ніж після дороблення підполковником французької армії Куро. «Poignard-Baïonnette Lebel» виготовлявся зі сталі та складався з довгого загостреного леза у вигляді стилета з дерев'яною ручкою та гардою, яка закривала увесь кулак. За походженням «Poignard-Baïonnette Lebel» був переробкою французького багнета «Épée-Baïonnette Modèle 1886» та використовувався виключно як наступальне оружжя. «Poignard-Baïonnette Lebel» виготовляли із секції багнета «M1886 Lebel»: довгого, вузького стилетовидного хрестоподібного леза, призначеного для швидкого глибокого уколу. З одного багнета «M1886 Lebel» можна було виготовити до трьох окопних ножів.
Оскільки в умовах воєнного часу французька промисловість працювала з великою нестачею матеріалів та часто наймала підрядників, навіть офіційно санкціоновані французьким військом окопні ножі зазвичай значно відрізнялися між собою. Потреба в ножах була настільки великою, що і без того ослаблені французькі збройні сили були змушені демобілізувати сотні колишніх робітників заводів, щоб вони могли повернутися до колишніх робочих місць і розпочати виробництво окопних ножів для війська. Протягом війни з'являлися новіші та універсальніші типи клинків у окопних ножах. Наприклад, двосічний кинджал «Couteau Poignard Mle 1916 dit Le Vengeur» почав заміняти французького гвіздка та більш ранні ножі виду «стилет». Французьке лідерство в розробці окопних ножів наслідувалося Сполученими Штатами, які послідовно представили три різновиди окопних ножів: M1917, M1918 та Mark I (1918). Усі вони прямо чи опосередковано засновувалися на попередніх французьких розробках.

### Окопні ножі німецької армії
Німецький «Nahkampfmesser» («Бойовий ніж ближнього бою») був взірцем німецького бойового ножа часів Першої світової війни. Він залишався на озброєнні в зміненому вигляді навіть до кінця Другої світової війни. Більшість із цих ножів мали міцні дерев'яні руків'я, металеві піхви та були дуже якісно виготовлені. Згідно з одним авторитетним джерелом, окопні ножі Першої світової війни, що випускалися Німеччиною, були «звичайними універсальними колючо-ріжучими ножами» з лезами, які «здебільшого мали довжину приблизно шість дюймів, однобічну заточку з фальш-кромкою зверху леза… хоча іноді зустрічалися двосічні леза».
Після того, як французький гвіздок був узятий на озброєння на противагу німецьким ножам, німецькі війська на Західному фронті також почали використовувати перероблені на ножі сталеві колючі дроти.
Німецькі окопні ножі часів Другої світової війни були подібні за конструкцією. Зараз вони відомі як захалявні ножі, хоча насправді їх рідко носили в чоботях. Більшість із них мали сталеві піхви із затискачами, за допомогою яких ніж можна було прикріпити до чобіт, ремінців або одягу. Вони виготовлялися приватними компаніями за урядовими підрядами та видавалися військовим як бойове спорядження.

### Окопні ножі Великої Британії та країн Співдружності
Під час Першої світової війни Британська армія та її союзники зі Співдружності (Канада, Австралія, та Нова Зеландія) використовували найрізноманітніші окопні ножі. Деякі були комерційними моделями на основі ножів Бов'ї. Інші — більш спеціалізованими різновидами, наприклад, тичкові ножі з циліндричним алюмінієвим руків'ям, спроєктованим для можливості використання його у вигляді кастета. Використання під час окопних рейдів ножів у поєднанні з іншими «тихими» видами оружжя, такими як «окопні палиці», кирки та топірці, а також револьверами та ручними гранатами, було поширеним у британському війську. Багато взірцевих різновидів окопних ножів були вироблені державними підрядниками та офіційно поставлені на озброєння у війська. Більшість із них були досить надійно виготовлені, мали дерев'яні руків'я та металеві піхви.
Під час Другої світової війни бойовий ніж Файрберна-Сайкса офіційно був на озброєнні та широко використовувався британськими командос, королівською морською піхотою, парашутним полком, спеціальною човновою службою та спеціальною повітряною службою. Хоча це не був звичний «окопний ніж», але ніж Файрберна-Сайкса використовувався для подібних задач.

### Окопні ножі армії США
Першим офіційним окопним ножем, прийнятим на озброєння в армії США, був окопний ніж M1917, створений компанією «Henry Disston & Sons». Він засновувався на різновидах окопних ножів, що були на озброєнні французького війська. M1917 мав трикутне лезо-стилет, дерев'яне руків'я, металеву гарду та закруглене навершя. M1917 виявився незадовільним у використанні, тому згодом вдосконалений різновид ножа, M1918, був прийнятий на озброєння. М1918 був майже ідентичним М1917, відрізняючись, насамперед, конструкцією та зовнішнім виглядом гарди. М1917 та М1918 використовувалися тільки для здійснення уколів, тому в них часто ламалися леза. Їхня обмежена сфера використання та загальна непопулярність у військах спонукала в 1918 році керівництво Американських експедиційних сил скликати офіцерську комісію для проведення випробувань, щоб перевірити різні окопні ножі та затвердити заміну М1917 та М1918.

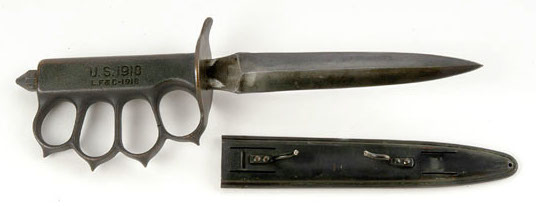
Окопний ніж «Mark I».

Цим вимогам відповідав «Mark I», який був розроблений колегією офіцерів армії США для усунення певних недоліків M1917/18. Він був прийнятий на виробництво наприкінці 1918 року. Прикладом для клинка послугував французький окопний ніж «Couteau Poignard Mle 1916 dit Le Vengeur». Більшість ножів «Mark I» були виготовлені занадто пізно, щоб їх використали в часи Першої світової війни.
Під час Другої світової війни «Mark I» був впроваджений у 1942 і 1943 роках у десантні війська, підрозділи рейнджерів та морських штурмовиків. Ніж «Mark I» відрізнявся хвостовиком, який повністю заповнював руків'я, та привабливим дизайном із двосічним лезом і важким бронзовим руків'ям з гардою у вигляді кастета. Останній був спроєктований для захисту пальців та запобігання вибиванню ножа з руки під час бою, а не для нанесення ударів. Шипи на кастеті мали захисну мету: вони ускладнювали ворогу можливість захопити ніж у бою. Відображуючи дикість рукопашної окопної сутички, навершя ножа «Mark I» мало так звану «череподробарку» — подовжувач ковпачка, який, нібито, створювався для оглушення або травмування ворога та був додатковим оружжям, коли лезо було пошкоджено або зламано. Для «Mark I» були випущені окремі фірмові металеві піхви, здатні вмістити ніж та його величезне руків'я.
У 1918 році капітан війська США Руперт Г'юз подав заявку на патент на спеціалізований окопний ніж власної конструкції з автоматичним відкриванням — «Окопний ніж Г'юза». Це був цікавий пристрій, що складався зі складаного підпружиненого леза, прикріпленого до руків'я, яке, своєю чергою, кріпилося шкіряним ремінцем до тильної сторони кисті, залишаючи долоню та пальці вільними для захоплення інших предметів. Натискання кнопки на руків'ї автоматично висувало лезо у відкрите положення та блокувало його на складання.. У червні 1918 року «Окопний ніж Г'юза» був оцінений групою офіцерів війська США з Американських експедиційних сил як можливе військове оружжя. Але після випробування комісія виявила, що розробка Г'юза не має дійсної цінності, його ніж ніколи не був прийнятий на озброєння. У 1919 році Г'юз запатентував свій автоматичний окопний ніж, хоча він ніколи так і не зацікавив цивільних виробників зброї.

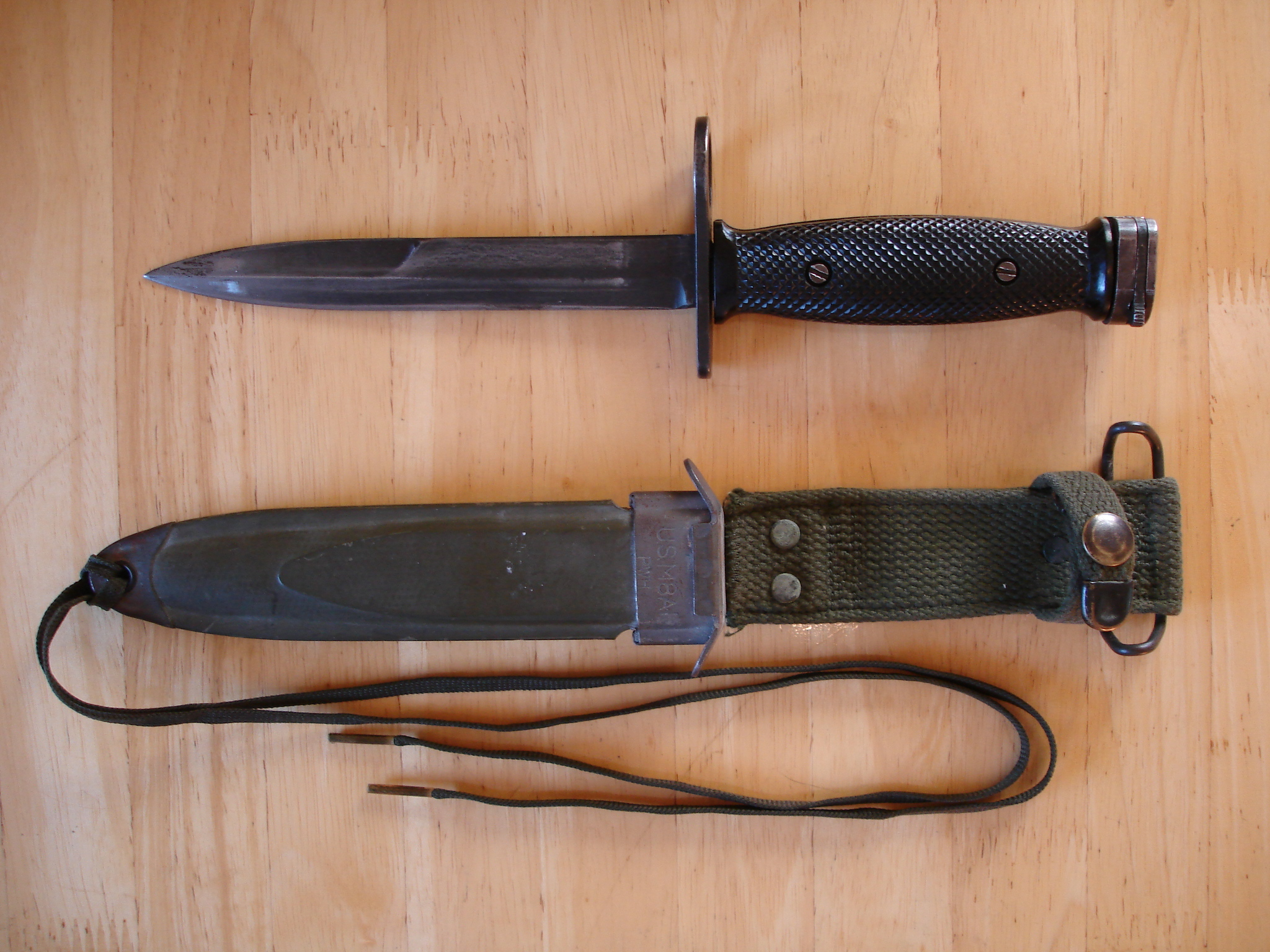
Багнет M7 та піхви M8A1 для гвинтівки М16.

У 1943 році армія США прийняла на озброєння Бойовий ніж М3 на заміну ножу «Mark I». Для виготовлення «Mark I» була потрібна велика кількість високоякісного металу, тому його виробництво було занадто дорогим. До того ж ніж «Mark I» був непридатним до сучасних стилів рукопашної сутички. В «Каталозі штатних озброєнь США» 1943 року пояснюється: «Окопний ніж M3 був розроблений для задоволення вимог сучасного рукопашного бою у війні. Хоча він початково призначався для піхотинців, що не озброєні багнетом, пізніше він був спеціально дороблений для таких ударних підрозділів, як парашутно-десантні війська та рейнджери». Уперше M3 був виданий військовим армії США в 1943 році, перші ножі потрапили до елітних підрозділів, як-от десантні війська та рейнджери армії США. Попри те, що він був розроблений для рукопашного бою, М3 не отримав загальної похвали під час використання бойовими підрозділами. Хоча він був добре збалансованим (деякі десантники та рейнджери опанували мистецтво метання ножа М3), лезо М3 занадто вузьке для грубого використання, особливо для таких службових завдань, як відкриття ящиків із боєприпасами та консервів, також лезо виявилося дещо тяжким для заточування. Вторинний край леза також занадто короткий, що обмежувало користь ножа під час виконання різаних ударів. Багато рис ножа М3 перейшли до багнета М4 для карабіна М1, багнета М5 для М1 Garand, багнета М6 для гвинтівки М14 і, нарешті, багнета М7 для гвинтівки М16. Піхви М8А1 підходять для бойового ножа М3 та всіх цих багнетів.
Інші бойові ножі, що використовувалися американськими військами, іноді також називають окопними. До них відносяться стилети, які використовували штурмовики Корпусу морської піхоти під час Другої світової війні, бойові ножі від Ka-Bar та інших виробників.

## Довідкова література
- Wolfgang Peter-Michel Author of: Grabendolche: Militärische Kampfmesser des Ersten Weltkriegs
- Frederick J. Stephens Author of: Fighting Knives: Illustrated Guide to Fighting Knives and Military Survival Weapons of the World
- Eugen von Halász: Deutsche Kampfmesser Band I. Militär-Verlag Klaus D. Patzwall, Norderstedt 1996, ISBN 3-931533-33-6.
- Eugen von Halász: Deutsche Kampfmesser Band II. Militär-Verlag Klaus D. Patzwall, Melbeck 2009, ISBN 978-3-931533-35-9.